# Má tři slunce
Má tři slunce (v anglickém originále My Three Suns) je sedmá epizoda první série seriálu Futurama. Poprvé byla vysílána 4. května 1999 stanicí Fox.

## Děj
Hermes informuje Bendera, že ve firmě dostává plat jen za válení a sledování telekuchařek, přičemž nemá žádné oficiální povinnosti v Planet Expressu a pokud by chtěl pobírat plat nadále, musí začít něco dělat. Bender, inspirovány Elzarem, se rozhodne stát lodním kuchařem. Profesor Farnsworth pošle posádku Planet Expresu, v doprovodu Amy a Dr. Zoidberga, na planetu Trisol, která leží v Zakázané zóně.
Bender uvaří své první jídlo, které je ale nepoživatelné, protože je příliš slané a obsahuje o 10% soli méně než je smrtelná dávka. Při přistaní lodi má Fry za úkol přejít přes poušť a dodat zásilku. Po snědení slaného slimáka a vypitím slané vody má Fry čím dál tím větší žízeň. Když dorazí do paláce, tak jej najde prázdný. Vypije láhev obsahující čirou tekutinu položenou na trůnu. Ozbrojení Trisoliané - bytosti na bázi kapaliny - odhalí Fryovi, že v láhvi, kterou vypil, byl jejich císař a prohlásí Frye novým císařem.
Fry jmenuje Bendera novým premiérem a velekněz informuje Frye, že musí složit královskou přísahu. Přísaha musí být složena z paměti, pod hrozbou smrti. Během předkorunovační oslavy Leela informuje Frye, že císař vládne Trisolianům pouze jeden týden. Po hádce se Leela vrátí na loď protože ji Fry odmítá poslouchat a slibuje, že už mu nikdy nepomůže. Trisolian se pak pokusí "vypít" Frye, ale je neúspěšný.
Na korunovaci Fry recituje přísahu správně, protože si jí napsal na svoji paži. Během západu tři slunci začnou Trisoliané zářit včetně předchozího císaře, který je stále naživu a je ve Fryově žaludku. Bývalý císař žádá, aby byl Fry rozříznout a císař vylit ven. Fry, Bender, Amy, a Dr. Zoidberg najdou útočiště v trůnním sále. V paláci se rozhodnou, že nejvhodnější metoda na oddělení císaře bez toho, aby byl zabit Fry je pláč. Během chvilky zjistí, že Fry je příliš "drsný" a nepodaří se mu uronit ani jednu slzu. Bender požádá Leelu o pomoc, ale nedostane kladnou odpověď. Leela se nakonec rozhodne pomoci, navzdory jejímu slibu, a probojuje se až do paláce. Bender si z okna všimne, co se venku děje, a informuje Frye, že Leela je mrtvá. Smutný Fry konečně uroní slzu. Když se Leela objeví uvnitř paláce začne bít Frye, aby bolestí císaře vybrečel. Členové posádky se střídají v bití Frye, dokud se císař nedostane ven.

## Postavy
- Philip J. Fry
- Turanga Leela
- Prof. Hubert J. Farnsworth
- Dr. Zoidberg
- Bender
- Elzar
- Hermes Conrad
- Amy Wongová